# Yan Ng
Yan Ng Yat-Yin (chino tradicional: 吳 日 言; chino simplificado: 吴 日 言) (nacida el 25 de noviembre de 1983) es una actriz y cantante cantopop hongkonesa. Debutó por primera vez como actriz a partir del 2004, ese mismo año participó en una película titulada "My Sweetie" y el 2005 en "Moments of Love" y así sucesivamente. Hasta la fecha ha trabajado en 11 pelìculas.

## Filmografía
- My Sweetie (2004)
- Moments of Love (2005)
- The Unusual Youth (2005)
- It Had to Be You! (2005)
- A.V. (2005)
- Crazy n' the City (2005)
- Whispers and Moans (2007)
- Dancing Lion (2007)
- Naraka 19 (2007)
- Love Is Elsewhere (2008)
- Hidden Faces (2015)